# William B. Bate
William Brimage Bate, född 7 oktober 1826 i Sumner County, Tennessee, död 9 mars 1905 i Washington, D.C., var en amerikansk demokratisk politiker. Han var guvernör i delstaten Tennessee 1883-1887 och ledamot av USA:s senat från 1887 fram till sin död.
Bate deltog i mexikanska kriget. Han studerade sedan juridik och inledde 1852 sin karriär som advokat i Gallatin, Tennessee. Han deltog i amerikanska inbördeskriget i Amerikas konfedererade staters armé och befordrades till generalmajor.
Bate utmanade ämbetsinnehavaren Alvin Hawkins i 1882 års guvernörsval i Tennessee och vann. Efter två ämbetsperioder som guvernör efterträdde han Washington C. Whitthorne som senator för Tennessee. Bate avled i ämbetet några dagar efter att ha inlett sin fjärde mandatperiod i senaten.
Bate var baptist. Hans grav finns på Mount Olivet Cemetery i Nashville.